# Associação de Universidades Americanas
A Associação de Universidades Americanas (em inglês, Association of American Universities) é o nome com o que se denomina a união das universidades líderes em matéria de investigação da América do Norte. Está conformada por 71 instituições públicas e privadas das quais 69 se encontram nos Estados Unidos e 2 no Canadá.

## História
Fundada em 1900 por catorze doutorados em Filosofia, a AAU centra-se em questões nacionais e institucionais que são importantes para as universidades de investigação intensiva, incluída o financiamento para a investigação, a política educativa e a educação de grau e pós-graduado.

## Membros
A afiliação é por convite somente, o qual requer o voto afirmativo de três quartas partes dos membros atuais. Os convites são considerados periodicamente, baseado em parte, numa avaliação da amplitude e qualidade dos programas universitários de investigação e educação de pós-graduado, bem como a educação de pré-graduado. A associação avalia a seus membros utilizando quatro critérios: os investimentos em investigação, a percentagem de professores que são membros das Academias Nacionais, prémios à faculdade, e as citações. Para revogar a afiliação só é necessário o voto negativo de dois terços dos membros atuais.
Em negrito as universidades fundadoras.

### Universidade públicas dos Estados Unidos (38)
| - Universidade do Arizona (1985) - Universidade do Estado do Arizona (2023) - University at Buffalo, The State University of New York (1989) - Universidade da Califórnia em Berkeley (1900) - Universidade da Califórnia em Davis (1996) - Universidade da Califórnia em Irvine (1996) - Universidade da Califórnia em Los Angeles (1974) - Universidade da Califórnia em Riverside (2023) - Universidade da Califórnia em San Diego (1982) - Universidade da Califórnia em Santa Bárbara (1995) - Universidade da Califórnia em Santa Cruz (2019) - Universidade do Colorado em Boulder (1966) - Universidade da Flórida (1985) - Instituto de Tecnologia da Geórgia (2010) - Universidade de Illinois em Urbana-Champaign (1908) - Universidade de Indiana em Bloomington (1909) - Universidade de Iowa (1909) - Universidade do Kansas (1909) - Universidade de Maryland em College Park (1969) | - Universidade de Michigan em Ann Arbor (1900) - Universidade Estadual de Michigan (1964) - Universidade de Minnesota em Twin Cities (1908) - Universidade do Missouri em Columbia (1908) - Universidade Rutgers (1989) - Universidade da Carolina do Norte em Chapel Hill (1922) - Universidade Estadual de Ohio (1916) - Universidade de Oregon (1969) - Universidade Estadual da Pensilvânia (1958) - Universidade de Pittsburgh (1974) - Universidade de Purdue (1958) - Universidade de Stony Brook (2001) - Universidade do Sul da Flórida (2023) - Universidade do Texas em Austin (1929) - Universidade A&M do Texas (2001) - Universidade de Utah (2019) - Universidade de Virgínia (1904) - Universidade de Washington (1950) - Universidade do Wisconsin-Madison (1900) |

### Universidades privadas dos Estados Unidos (31)
| - Universidade de Boston (2012) - Universidade Brandeis (1985) - Universidade Brown (1933) - Instituto de Tecnologia da Califórnia (1934) - Universidade Carnegie Mellon (1982) - Case Western Reserve University (1969) - Universidade de Chicago (1900) - Universidade Columbia (1900) - Universidade Cornell (1900) - Dartmouth College (2019) - Universidade Duke (1938) - Universidade Emory (1995) - Universidade George Washington (2023) - Universidade Harvard (1900) - Universidade Johns Hopkins (1900) - Instituto de Tecnologia de Massachusetts (1934) | - Universidade de Miami (2023) - Universidade de Nova Iorque (1950) - Universidade Northwestern (1917) - Universidade de Notre Dame (2023) - Universidade da Pensilvânia (1900) - Universidade de Princeton (1900) - Universidade Rice (1985) - Universidade de Rochester (1941) - Universidade do Sul da Califórnia (1969) - Universidade Stanford (1900) - Universidade Tufts (2021) - Universidade Tulane (1958) - Universidade Vanderbilt (1950) - Universidade Washington em St. Louis (1923) - Universidade Yale (1900) |

### Universidades do Canadá (2)
- Universidade McGill (1926)
- Universidade de Toronto (1926)

### Baixas
- A Universidade Católica da América, uma das 14 universidades fundadoras em 1900, abandonou a associação em 2002 ao considerar que se afastava dos seus princípios.[3]
- A Universidade Clark abandonou a associação em 1999 por causa da mudança de orientação da associação feita de universidades de grande tamanho.[4]
- Universidade de Nebraska-Lincoln foi expulsa em 2011.
- Universidade de Syracuse abandonou a associação em 2011.
- Universidade Estadual de Iowa abandonou a associação em 2022.

## Presidentes
| Presidente             | Período                 |
| ---------------------- | ----------------------- |
| Thomas A. Bartlett     | 1977 - 1982             |
| Robert M. Rosenzweig   | 1983 - 1993             |
| Cornelius J. Pings     | 1993 - 1998             |
| Nils Hasselmo          | Julho 1993 - Abril 2006 |
| Robert M. Berdahl      | Maio 2006 - Junho 2011  |
| Hunter R. Rawlings III | Julho 2011 - Junho 2016 |
| Mary Sue Coleman       | Julho 2016 - Junho 2020 |
| Barbara Snyder         | Julho 2020 - presente   |